# Saham Toney
Saham Toney är en ort och civil parish i Storbritannien.   Den ligger i grevskapet Norfolk och riksdelen England, i den sydöstra delen av landet, 130 km nordost om huvudstaden London. Saham Toney ligger 51 meter över havet och antalet invånare är 1 565.
Terrängen runt Saham Toney är platt. Runt Saham Toney är det ganska tätbefolkat, med 96 invånare per kvadratkilometer. Närmaste större samhälle är Thetford, 18,8 km söder om Saham Toney. Trakten runt Saham Toney består till största delen av jordbruksmark.